# 赵守箴
赵守箴（1940年1月—），男，福建古田人。中国政治人物，曾任福州市人大常委会主任。

## 生平
1964年毕业于福建师范大学。1978年后，历任中共福建省委办公厅副主任、中共福州市委副书记、福州市政协主席、福州市人大常委会主任等职。2006年2月退休。

## 社会兼职
- 中国和平统一促进会理事
- 福州海峡两岸和平统一促进会会长（2000年8月[3]－2019年5月）
- 福州市老年大学校长[4]
- 福建省书法家协会会员